# فئة سفينة

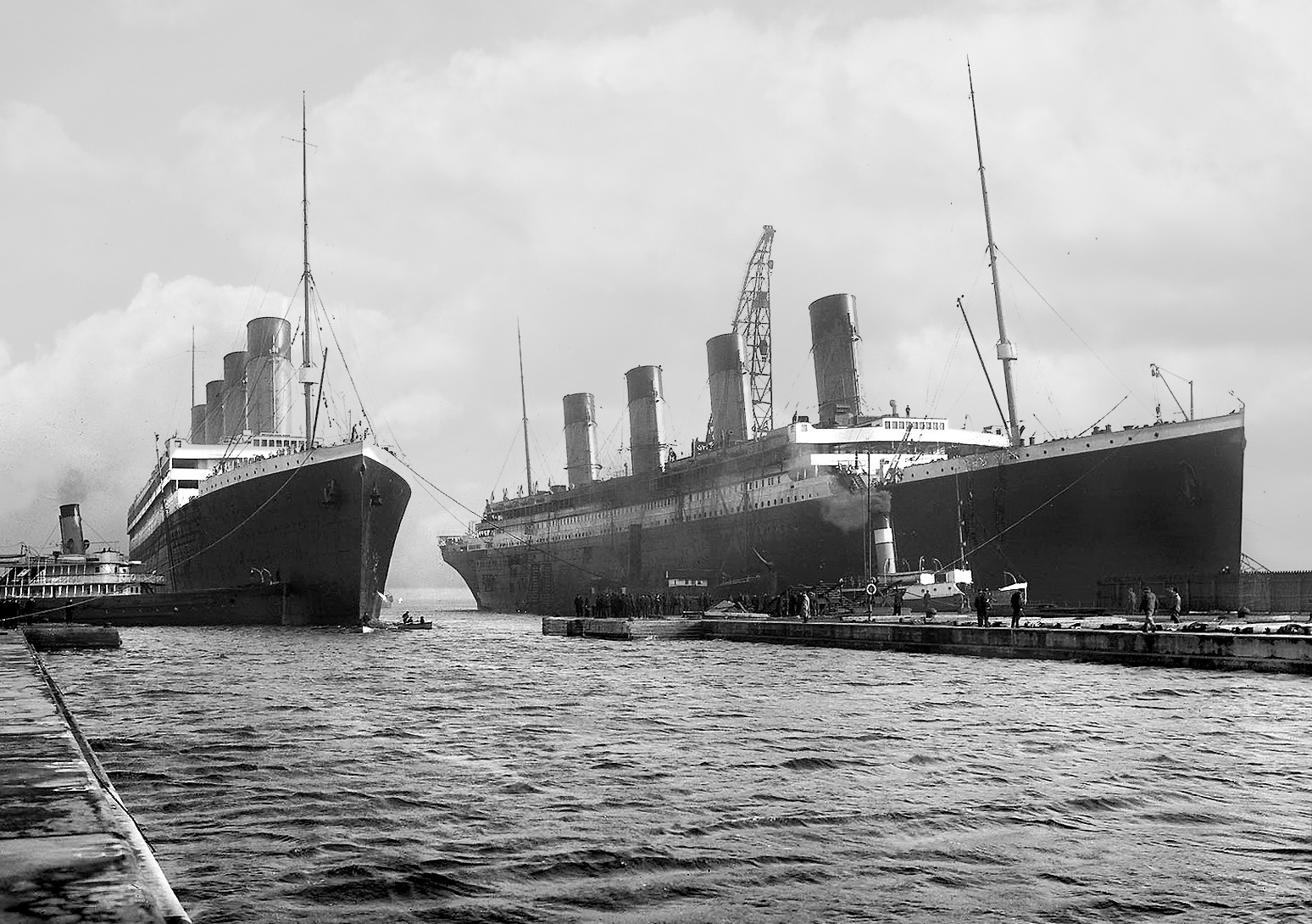

فئة سفينة هي مجموعة من السفن ذات تصميم مماثل. يختلف هذا عن نوع السفينة، والذي قد يقصد به تشابه الحمولة أو الاستخدام المماثل مثلا تقع تقع دبابتين تحث نوع دبابة ثقيلة لكن لا يمكن اعتبارهما من نفس الفئة. كذلك تعتبر حاملة الطائرات النووية يو إس إس كارل فينسن -وهي نوع سفينة- من فئة نيمتز.
عندما يتم بناء فئة من السفن، قد يتم تنفيذ تغييرات على التصميم. هذه الغييرات في التصميم قد لا تعتبر السفن التي تلقت التعديلات من نفس الفئة؛ سيكون كل تغيير إما فئة خاصة به، أو فئة فرعية من الفئة الأصلية.

## اصطلاحات تسمية فئة السفن البحرية

### نظرة عامة
عادة ما يكون اسم فئة السفينة البحرية هو اسم السفينة الرائدة، والتي تكون أول سفينة يتم تشغيلها أو تصميمها من الفئة. ومع ذلك يمكن استخدام أنظمة تسمية أخرى. يمكن استخدام اسم وصفي؛ على سبيل المثال، تقرر تجميع المدمرات المصممة وفقًا لتصميم أتش أم أس نوماهوك تحت أسم ويبن بدلاً من الفئة توماهوك.

### أوروبا بشكل عام
في القوات البحرية الأوروبية تتم تسمية فئة على أسم أول سفينة يتم طلبها عندما. نتج عن بعض الحالات استخدام فئات مختلفة في أوروبا والولايات المتحدة المراجع. على سبيل المثال، تسجل المصادر الأوروبية السفن الحربية من فئة كولورادو التابعة للبحرية الأمريكية باعتبارها «فئة ماريلاند» حيث تم تكليف يو إس إس ماريلاند قبل يو إس إس كولورادو.[بحاجة لمصدر]

### ألمانيا
استخدمت البحرية الألمانية الغربية (Bundesmarine) رقمًا مكونًا من ثلاثة أرقام لكل فئة في الخدمة. تم تحديد الإصدارات المعدلة بواسطة لاحقة -حرف- واحدة. بعد إعادة توحيد ألمانيا، البحرية الألمانية (دويتشه مارين) حافظت على نفس النظام. بشكل غير رسمي، تتم تسمية الفئات أيضًا بشكل تقليدي على أسم أول سفينة من الفئة.

### إندونيسيا
البحرية الاندونيسية لديها تسميتها التقليدية لسفنها. علاوة على ذلك، يمكن تحديد نوع السفينة ومهامها من خلال الرقم الأول المكون من ثلاثة أرقام على هيكل السفينة، والذي يتم وضعه على الأقواس الأمامية ومؤخرة السفينة. اصطلاح التسمية مثل:
- يبدأ رقم الهيكل بالرقم 1 (مخصص لشركات الطيران): رجال الدولة الكبار (الرؤساء ونواب الرئيس، إلخ)
- يبدأ رقم الهيكل بـ 2 (الطرادات والمدمرات): الجزر الرئيسية في إندونيسيا (للطرادات) والأبطال الوطنيون (للمدمرات)
- عدد بدن تبدأ من 3 (فرقاطات، مرافقة المحيطات، طرادات): الأبطال الوطنيين.
- يبدأ رقم الهيكل بالرقم 4 (الغواصات، غواصة عربة): الأسلحة الأسطورية (للغواصات)، الأبطال الوطنيين (للغواصة العربة).
- يبدأ رقم الهيكل بالرقم 5 (السفن البرمائية، سفن إنزال دبابات، حوض سفن النقل البرمائي، زوارق إنزال معدات، سفن القيادة): الخلجان الرئيسية والاستراتيجية، سفينة إنزال دبابات، المدن الكبيرة، حوض سفن النقل البرمائي، الأبطال الوطنيون (قادة السفن)
- يبدأ رقم الهيكل بالرقم 6 (سفن هجوم سريع): الأسلحة الأسطورية (الأسماء السابقة لقوارب الصواريخ)، والأسلحة التقليدية (الأسماء الحالية لقوارب الصواريخ السريعة)، والحيوانات البرية (لقوارب الطوربيد السريعة)
- يبدأ رقم الهيكل بالرقم 7 (كاسحات ألغام، كاسحات الألغام، سفن مكافحة الألغام المضادة): كل جزيرة تبدأ بحرف «أر»
- ييبدأ رقم الهيكل بالرقم 8 (قوارب دورية): الأسماك والمخلوقات البحرية، والثعابين والزواحف البرية، والحشرات، والأماكن الجغرافية (مثل المدن أو البحيرات أو الأنهار، تبدأ بـ "si-"، مثل Sikuda وSigurot وSibarau)
- يبدأ رقم الهيكل بالرقم 9 (دعم السفن، وسفن التزود بالبترول، سفن نقل القوات، سفن الأبحاث الأوقيانوغرافية، سفن الإبحار، إلخ): البراكين، المدن، الشخصيات الأسطورية، الرؤوس الجغرافية والمضائق.

## روابط خارجية
- اصطلاحات التسمية البحرية